# Frasso Sabino
Frasso Sabino là một đô thị ở tỉnh Rieti trong vùng Latium, có khoảng cách khoảng 45 km về phía đông bắc của Roma và cách khoảng 20 km southvề phía tây của Rieti. Tại thời điểm ngày 31 tháng 12 năm 2004, đô thị này có dân số 645 người và diện tích là 4,4 km².
Frasso Sabino giáp các đô thị: Casaprota, Monteleone Sabino, Poggio Moiano, Poggio Nativo, Poggio San Lorenzo.